# آرامگاه شیخ (پیر) حسین الهی

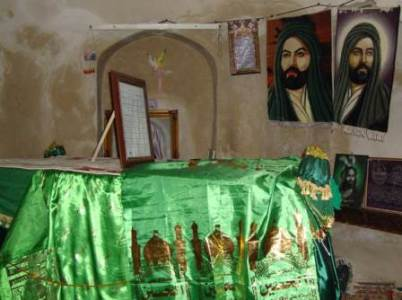
مقبره شیخ حسین الهی طالقانی

مقبره شیخ (پیر) حسین الهی مشهور به جد بزرگوار در شهرستان طالقان، دهستان بالا طالقان، مرکز روستای دیزان واقع شده است. این اثر در تاریخ ۱۲ بهمن ۱۳۸۱ با شمارهٔ ثبت ۷۰۵۰ به‌عنوان یکی از آثار ملی ایران به ثبت رسیده است. گفته می‌شود شیخ پیر حسین الهی طالقانی از عارفان و فقیهان عصر خود بوده و مریدان زیادی داشته‌ است. مردمان ناحیه بر این باورند که او جد سادات روستای دیزان طالقان است. برخی نیز از او با عنوان امامزاده حسین یاد می‌کنند که با چهار واسطه به سجاد (علی ابن حسین-امام چهارم شیعیان) نسب می‌رساند. با توجّه به شواهد و مدارک به دست آمده از جمله سنگ قبر موجود، برآورد شده است که قدمت این مقبره به سده دهم و یازدهم تعلّق دارد.

## مشخصات بنا
نمای داخلی بنا عبارت از شش طاق‌نما است که در داخل اضلاع شش‌گانه احداث شده و دارای طاق جناغی می‌باشد. در ورودی بنا نیز که در داخل ضلع جنوبی بنا احداث شده درگاه کوچکی است که امکان ورود و خروج را فراهم می‌نماید. در داخل بقعه قبری وجود دارد که روی آن صندوق چوبی به عنوان معجر قرار داده شده است.